# (27259) 1999 XS136
1999 أكس أس 136 (ويعرف أيضًا باسم (27259) 1999 أكس أس 136 وفق تسمية الكوكب الصغير) (بالإنجليزية: 1999 XS136)‏ هو كويكب ضمن حزام الكويكبات؛ وترتيبه 27259 من حيث الاكتشاف.
اكتُشف هذا الجُرم الفلكي بواسطة Charles W. Juels ‏ في 13 ديسمبر 1999.

## وصلات خارجية
- (27259) 1999 XS136 في قاعدة بيانات مختبر الدفع النفاث لأجرام النظام الشمسي الصغيرة

- الاكتشاف · مخطط المدار ·  العناصر المدارية · المعلمات المادية

- (27259) 1999 XS136 على موقع ويكي سكاي: DSS2, SDSS, GALEX, IRAS, Hydrogen α, X-Ray, Astrophoto, Sky Map, Articles and images